# Phycomenes sulcatus
Phycomenes sulcatus is een garnalensoort uit de familie van de Palaemonidae. De wetenschappelijke naam van de soort is voor het eerst geldig gepubliceerd in 2008 door Zdeněk Ďuriš, Ivona Horká & Ivan Marin.